# Icelus canaliculatus
Icelus canaliculatus är en fiskart som beskrevs av Gilbert, 1896. Icelus canaliculatus ingår i släktet Icelus och familjen simpor. Inga underarter finns listade i Catalogue of Life.